# عربة النقل الخارجي

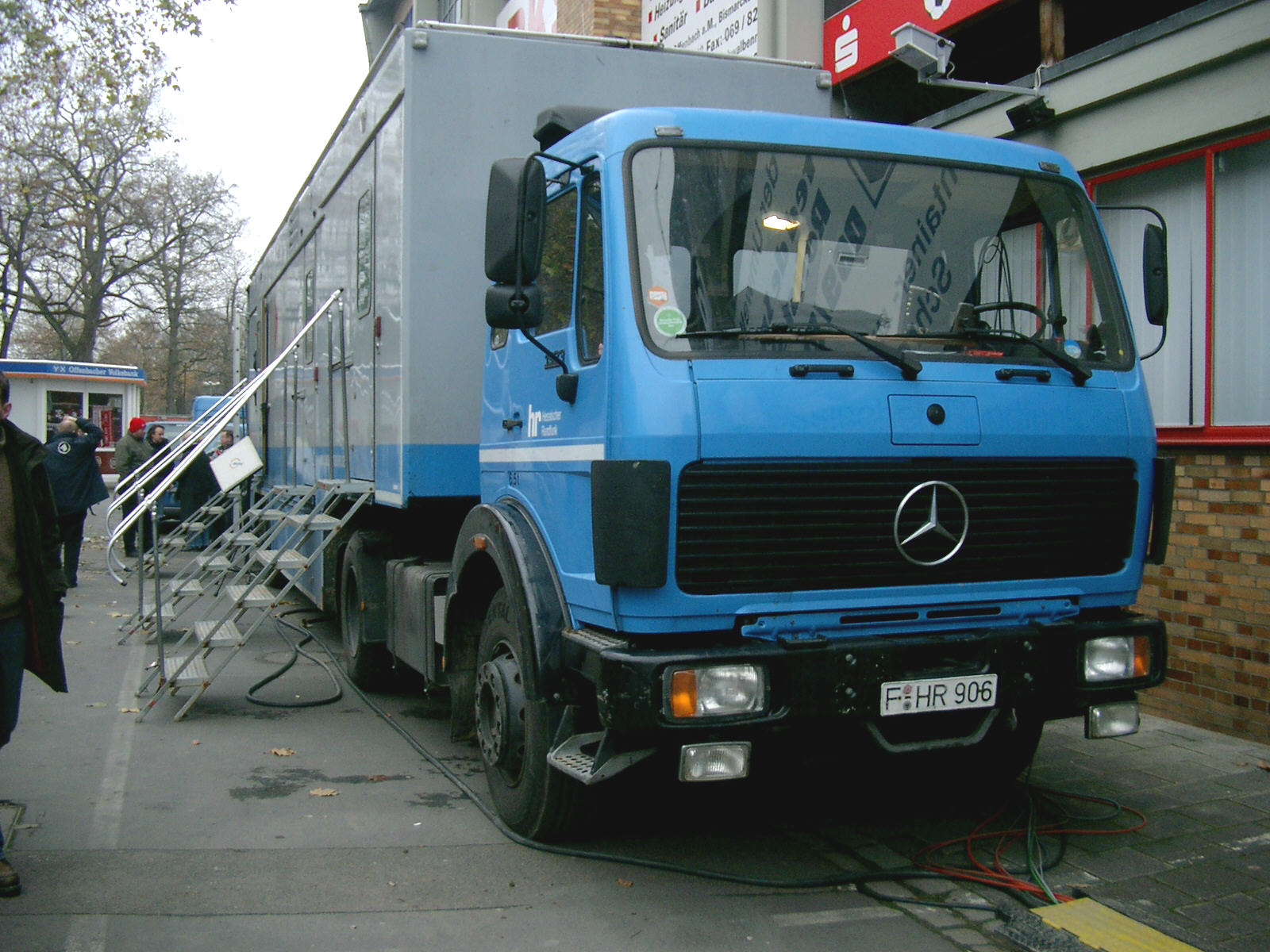
عربة نقل خارجي من النوع الكبير

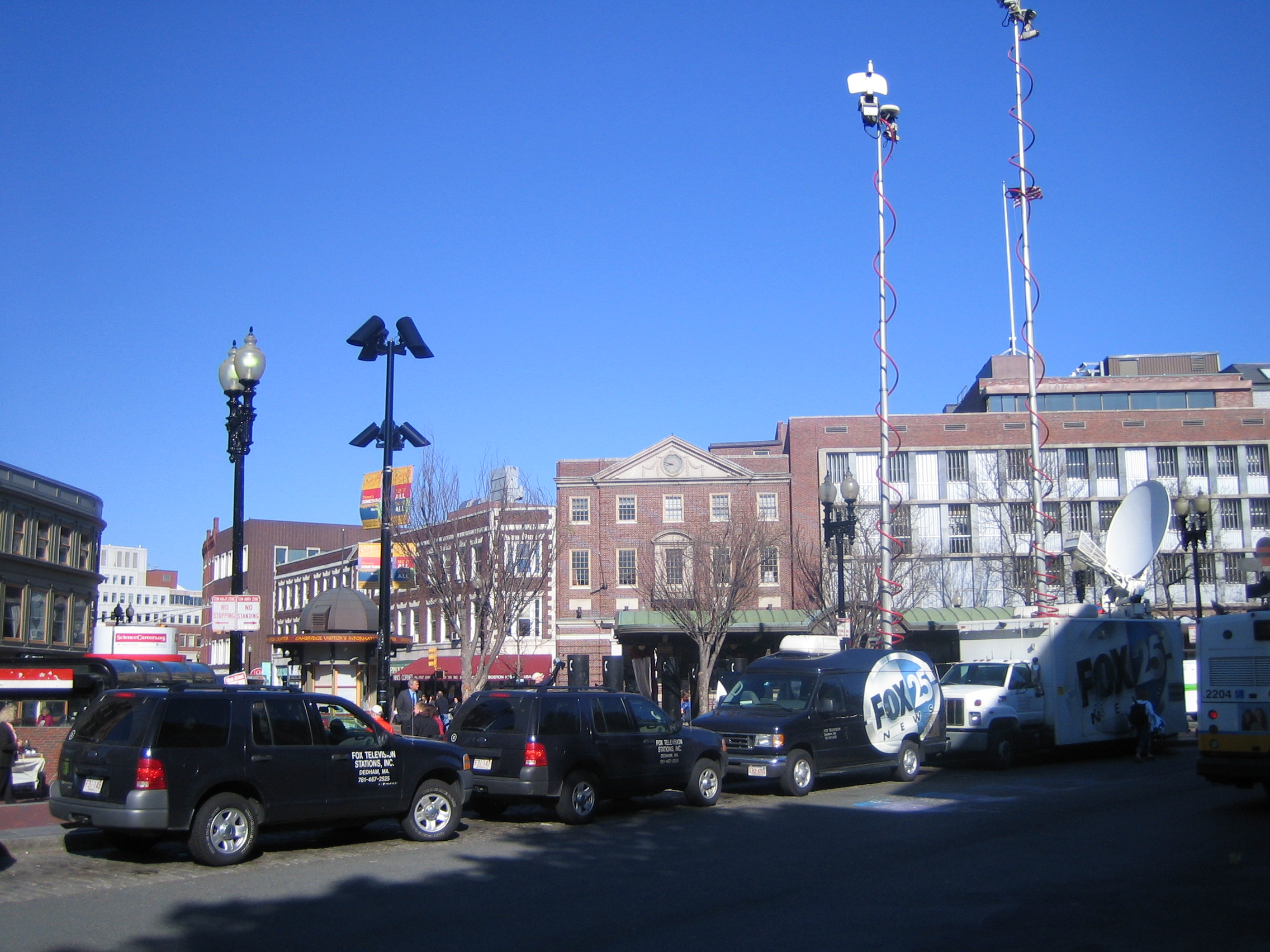
عربات للنقل الخارجي من النوعين الصغير والمتوسط وموصولة بالميكرويف

عربة النقل الخارجي أو عربة البث الخارجي هي غرفة تحكم استديو صغيرة متنقلة تستخدم في تصوير وإنتاج الفيديو خارج الاستديو. وعربات النقل كالاستوديو يمكن أن تكون تناظرية النظام (بالإنجليزية: Analog)‏ أو رقمية (بالإنجليزية: Digital)‏ أو فائقة الجودة (بالإنجليزية: High Definition)‏. وعربة النقل الخارجي وسيلة تستخدمها محطات التلفزيون وشركات الإنتاج كوحدة تحكم تلفزيوني متكاملة متنقلة، بحيث تجعل من أي مكان وكأنه استديو يبث منه بصورة مباشرة الفعالية أو الحدث أو تسجله للبث المتأخر.

## استخداماتها

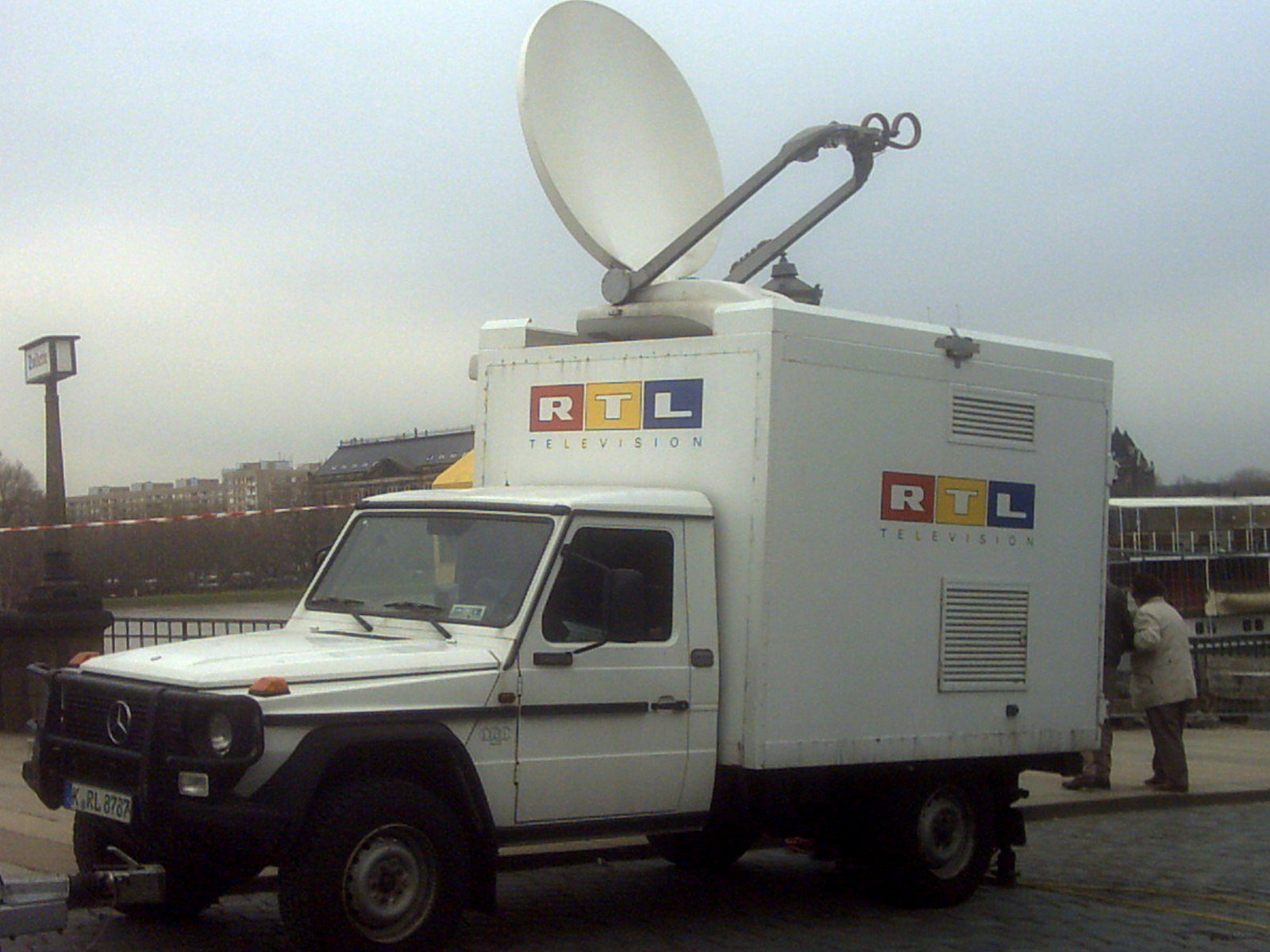
عربة نقل خارجي موصولة بالأقمار الصناعية

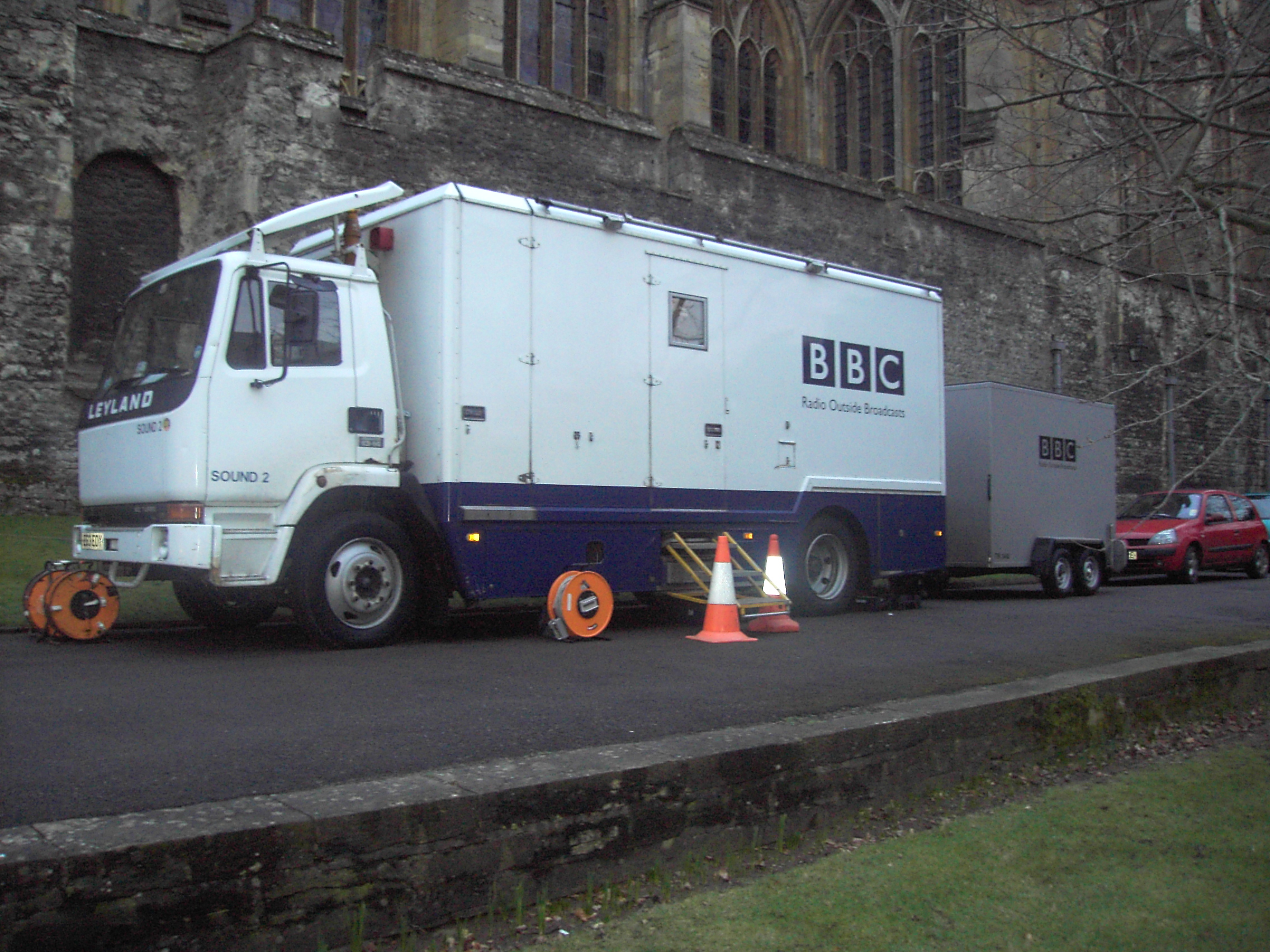
عربة نقل خارجي مجهزة بمولد كهربائي مقطور خلفها

ولعربة النقل الخارجي فوائد عديدة، فهي عبارة عن وحدات متحركة للتحكم بالاستديو يمكن أن تجعل من أي مكان موقعاً للتصوير واستوديو مفتوح في الهواء الطلق أو في القاعات المغلقة. وقد ازدادت أهمية النقل الخارجي بتطور تلفزيون الواقع. ونبض الحياة في أي مدينة في العالم ينال من اهتمام سكانها، وبالتالي يشكل أفضل مضمون لتلفزيون تلك المنطقة. ونشاطات المجتمع تشكل جزءا أساسيا في برامج المحطات التلفزيونية المحلية في محيط المنطقة التي تبث فيها، وهي من أنجح الوسائل للوصول إلى المجتمع، وبالتالي تحقيق أحد أهم الأهداف التي تتبناها قنوات التلفزيون، وهي زيادة عدد مشاهديها.
كما أن هناك أحداث عالمية يهتم بمشاهدتها كثير من الناس في العالم كنهائيات بطولة كأس العالم في كرة القدم، والألعاب الأولمبية، وتوزيع جوائز نوبل، وتوزيع جوائز الأوسكار، وعروض الطيران (كما في معرض دبي للطيران مثلا) ومتابعة الأحداث الساخنة في مختلف بقاع المعمورة.
ويختلف حجم عربة النقل وتتنوع تجهيزاتها باختلاف استخداماتها سواء كانت لأحداث تسجلها أو لأحداث تنقلها بصورة مباشرة (حية على الهواء). وتجهز العربات المتوسطة الحجم عادة بثلاث كاميرات على الأقل. أما داخلها فهي غرفة تحكم كاملة، بما فيها التحكم بالصورة والصوت، ولمنحها المزيد من الاستقلالية يرافقها دائما مولد كهربائي يقوم بتزويدها بالطاقة الكهربائية الضرورية لتشغيلها وتشغيل مكيف الهواء الضروري للأجهزة. كما أن لها دعما لوجستيا حسب احتياجات البث. وتتلخص استخداماتها بما يلي:

### تغطية الأخبار وبعض فقرات البرامج

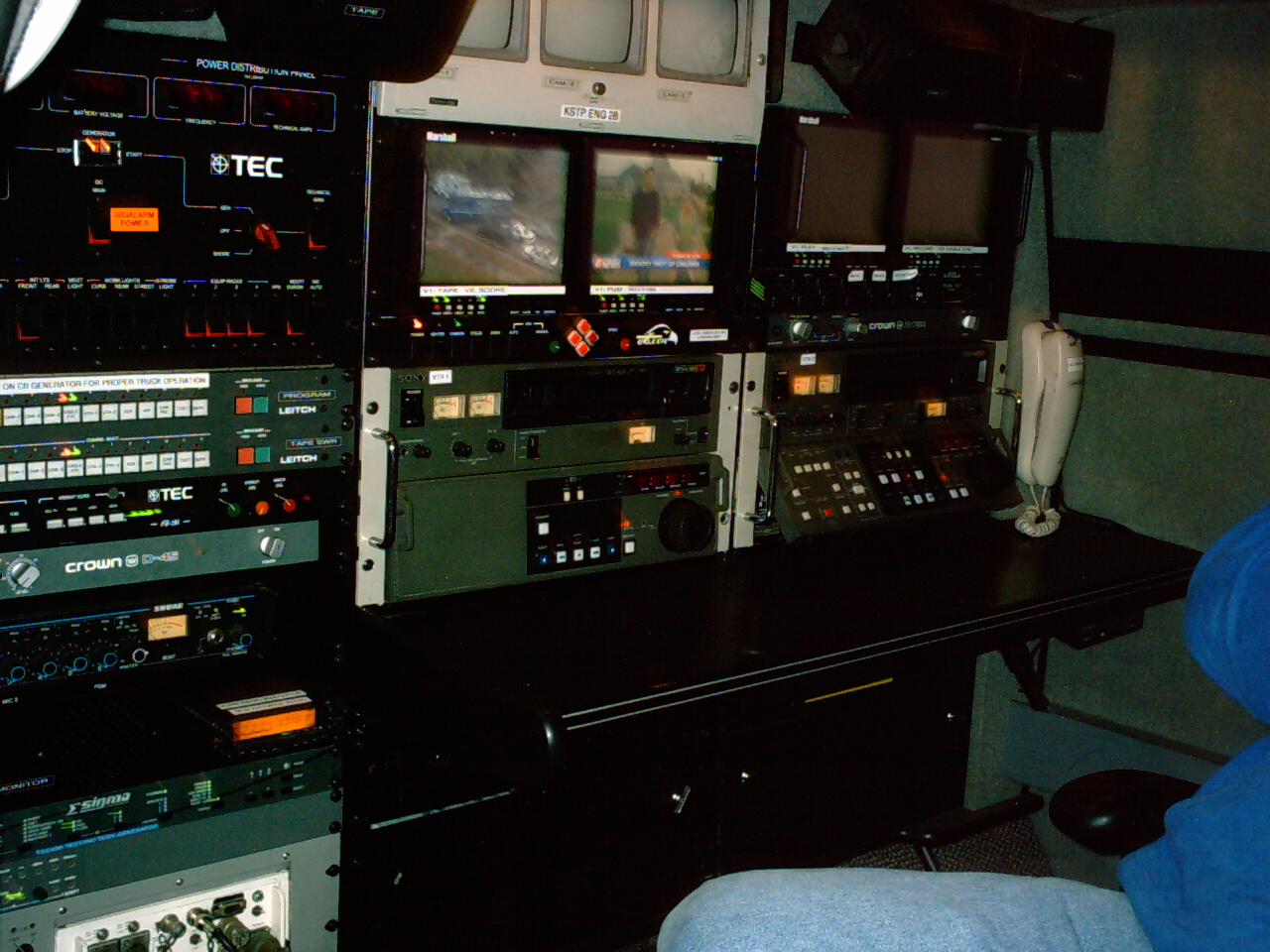
غرفة التحكم داخل عربة النقل للتغطية الإخبارية مجهزة بكل ما يضمن وصول الأخبار مباشرة أو مسجلة

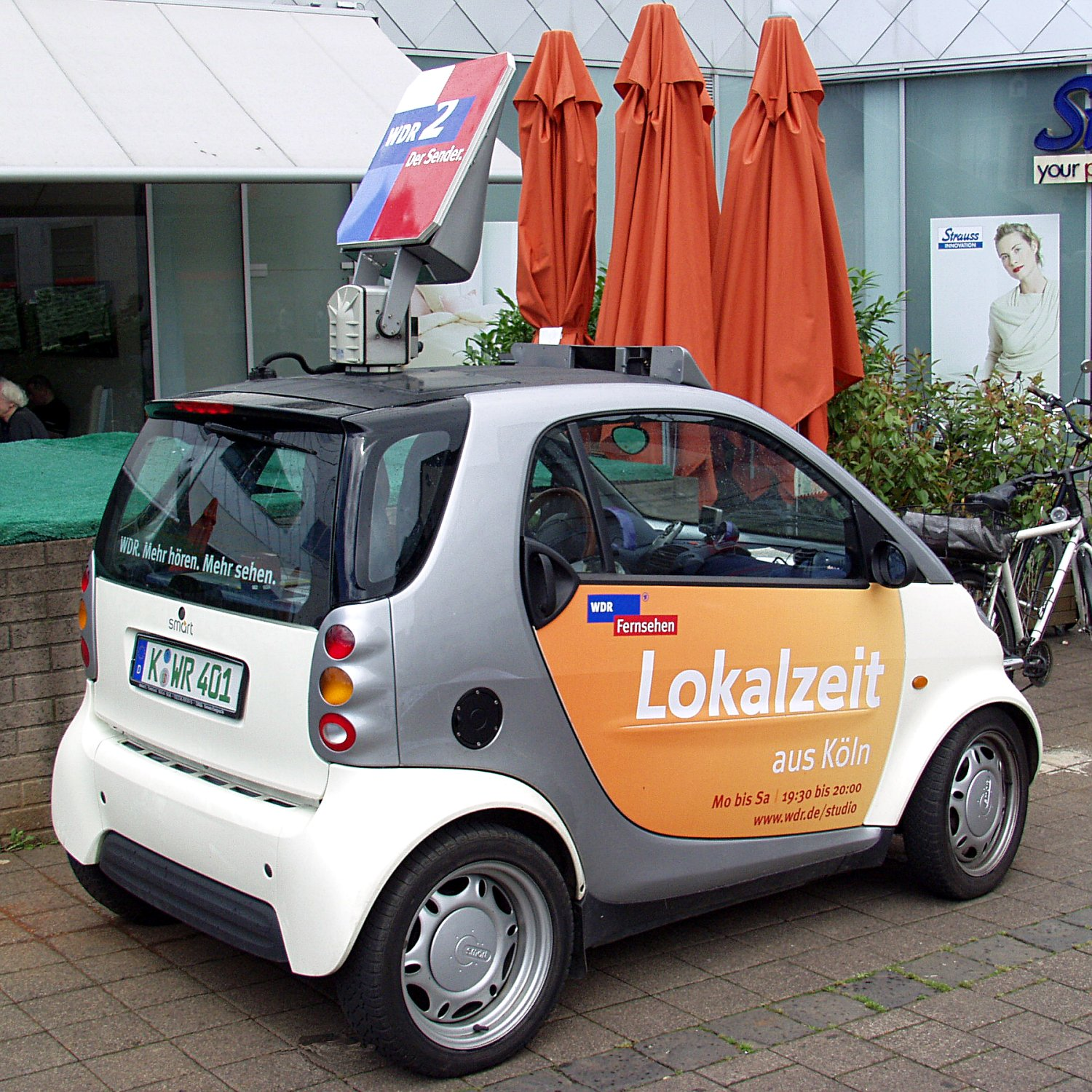
أصغر عربات النقل الخارجي ولا تحتاج إلى أكثر من فَنِّيَيْن لاستخدامها

طبيعة الأخبار آنيّة وسريعة، وتحتاج إلى الصورة في المرناة (التلفزيون). واستخدام خبر غير مصاحب للصورة ما لم يكن طارئا، يعتبر قصورا في العمل وإضعافا لجودة الأخبار. وأخبار المجتمع متنوعة فمنها الاجتماعي والسياسي والرياضي والترفيهي، وهذه الفعاليات يهتم أي مجتمع بالاطلاع عليها ومعرفة مكنوناتها. ومن الأفضل نقل وقائعها بشكل مباشر عبر قنوات التلفزيون وخصوصا لمشاهدين لم يتمكنوا من حضور الحدث. وهناك أخبار تغطى بكاميرا واحدة، ولكنها لا تبث مباشرة، إذ أنها تحتاج إلى توليف (مونتاج) كامل وإضافة التعليق المناسب. أما عربة النقل بتجهيزاتها فتمكن فريق العمل الإخباري من نقل وقائع الحدث مباشرة.
وبتطور التقنية، أمكن استخدام السيارات الصغيرة في عملية نقل الأخبار في المدن المكتظة، فالسيارة مجهزة بجهاز حقن (بالإنجليزية: SNG)‏ إلى السواتل الفضائية وبكاميرا إخبارية محمولة (بالإنجليزية: ENG)‏ قد تكون موصولة بالعربة بواسطة كابل أو عبر وصلة لاسلكية. كما أن جهاز الفيديو ممكن أن يكون جزءا من الكاميرا أو منفصلا داخل السيارة. صغر حجم السيارة يساعد في الوصول إلى موقع الأخبار بسرعة وتجاوز أزمات المرور. كما يمكن تجهيز طائرة مروحية للعمل في التغطيات الإخبارية والرياضية خصوصا في الأحداث المصحوبة بالحركة.

### تغطية الفعاليات الدينية

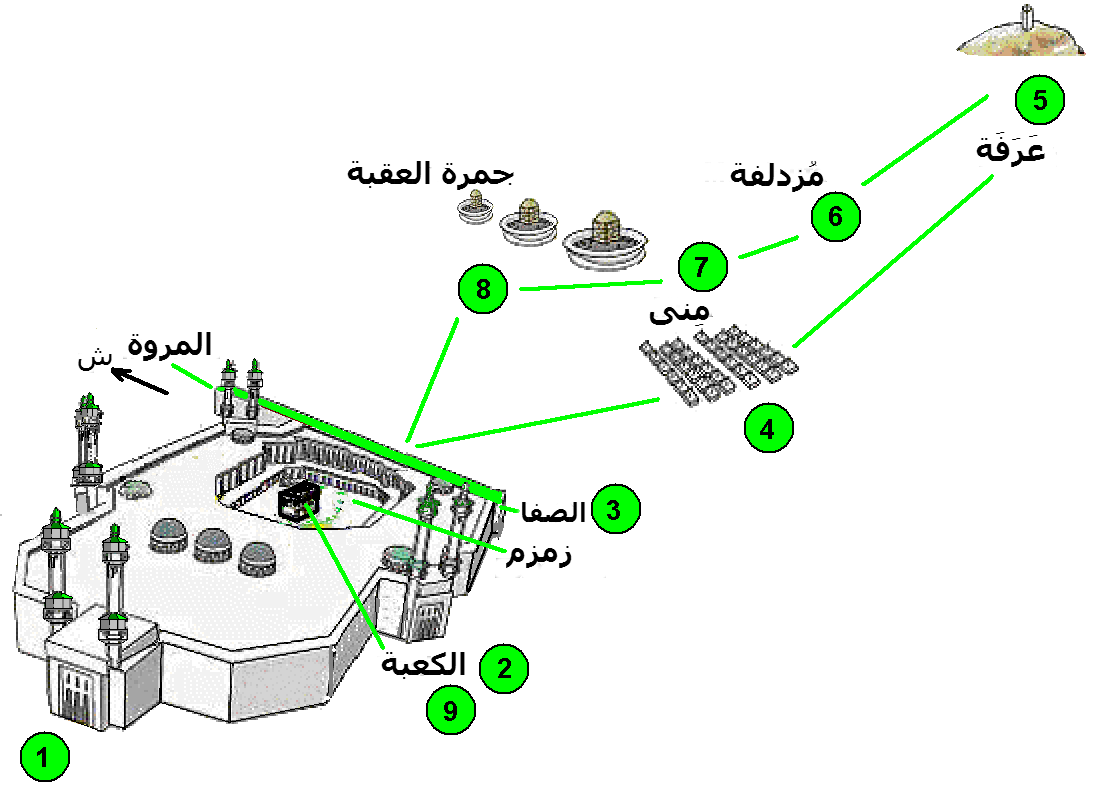
مواقع التصوير في الحج تتابع الشعائر في مواقعها

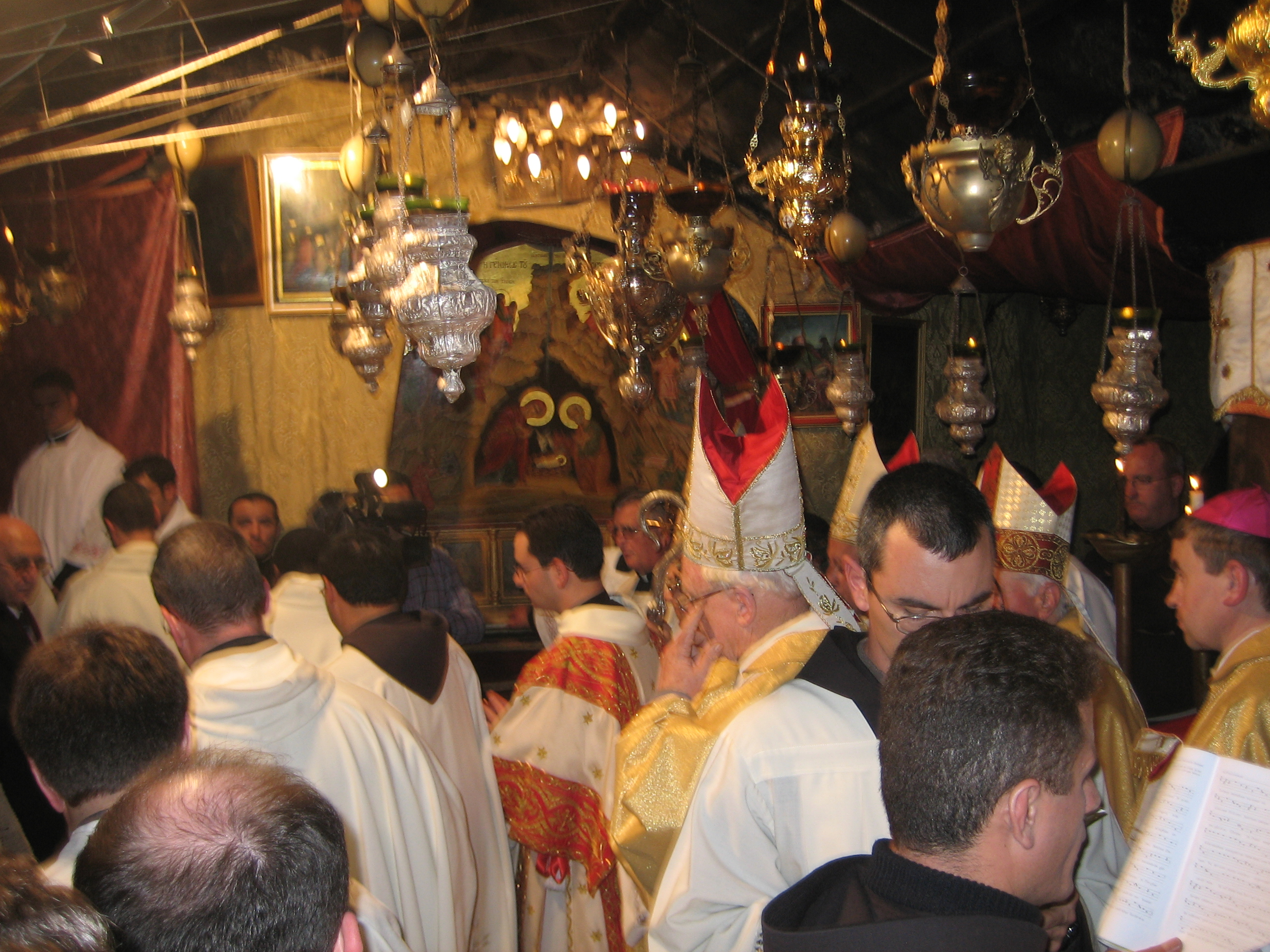
الصلاة ليلة عيد الميلاد في بيت لحم تنقل أحيانا مباشرة تبعا للأحوال الأمنية في المنطقة

الفعاليات الدينية تنقل مباشرة خصوصا في الأعياد والمناسبات الدينية وتعتبر تغطية الحج إلى مكة للمسلمين أكبر فعالية دينية  تغطى في العالم من حيث اتساع رقعة مساحة التغطية وعدد أيام التغطية. أما المناسبات الأخرى التي تنقل عبر التلفزيون بواسطة عربات النقل الخارجي، فهي:
- 1. إحياء ليلة المولد النبوي (للمسلمين).
- 2. صلاة الجمعة (للمسلمين).
- 3. صلاة العيدين (للمسلمين).
- 4. صلاة التراويح من مكة المكرمة في العشر الأواخر من رمضان (للمسلمين).
- 5. عيد الميلاد تنقل من كنيسة المهد (للمسيحيين).[5]
- 6. صلاة الأحد (للمسيحيين).
- 7. الصلاة في عيد الفصح (للمسيحيين).
- 8. انتخابات بابا الفاتيكان (للمسيحيين).

### تغطية الفعاليات الرياضية

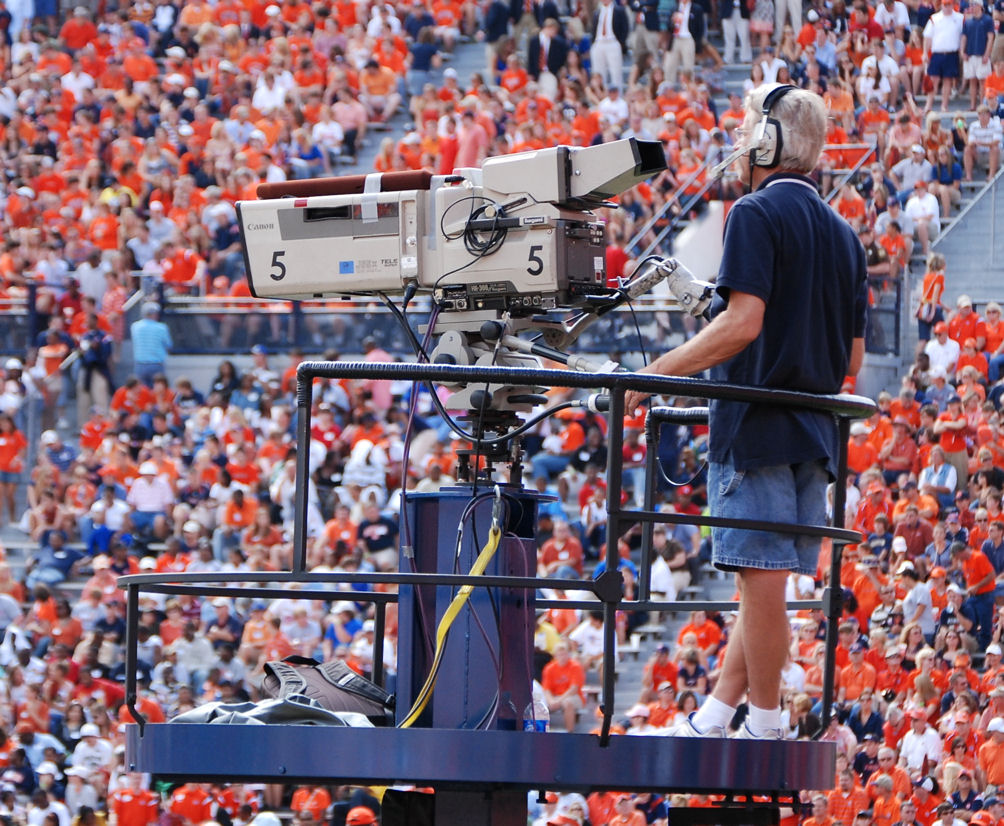
كاميرا مرفوعة على منصة هيدروليكية

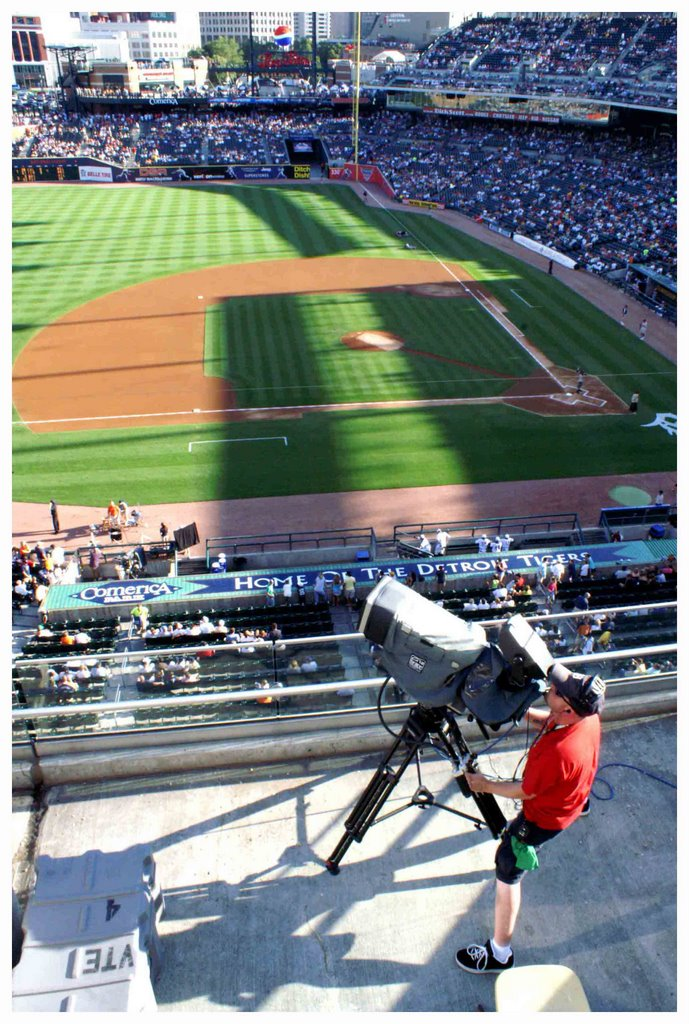
تغطية الأحداث الرياضية فوق منصة منشأة خصيصا للكاميرا

تحتل الفعاليات الرياضية النصيب الأكبر من التغطيات الخارجية بواسطة عربات النقل الخارجي. وحجم العربة وتجهيزاتها يعتمد على الحدث نفسه. فإذا تحدثنا عن بطولة لكرة القدم تقوم أكثر من عربة نقل لتغطية المباريات المختلفة في ملاعب مختلفة، وإن كان حدثا ككأس العالم أو ألعاب أولمبية فإن الحاجة تصبح أسطولا بالمئات من عربات النقل. لتتخصص كل واحدة لفعالية معينة في البطولة وقد تبقى في مكان واحد طوال الفترة، وقد يكون في الحدث الواحد والمكان الواحد أكثر من عربة واحدة لنقل الفعالية لبلدين مختلفين أو أكثر. كما تتنوع عربات النقل تنوعا كبيرا حسب المهام المطلوبة منها.
الفعالية الواحدة قد تحتاج إلى كاميرات عديدة قد تصل أحيانا إلى 20 كاميرا أو أكثر، بعضها يستخدم لأغراض خاصة كتصوير الأهداف لمباريات كرة القدم. وبعضها للجمهور في المدرجات والباقي لتغطية تفاصيل اللعب.
الجولف بحاجة إلى إمكانية تغطية واسعة ولذلك معظم الكاميرات تكون موصولة لاسلكيا مع عربة النقل الخارجي. كما أن الكاميرات تكون مزودة بفلاتر خاصة حتى تتمكن من تصوير كرة الجولف الصغيرة في انطلاقها السريع نحو الحفر.

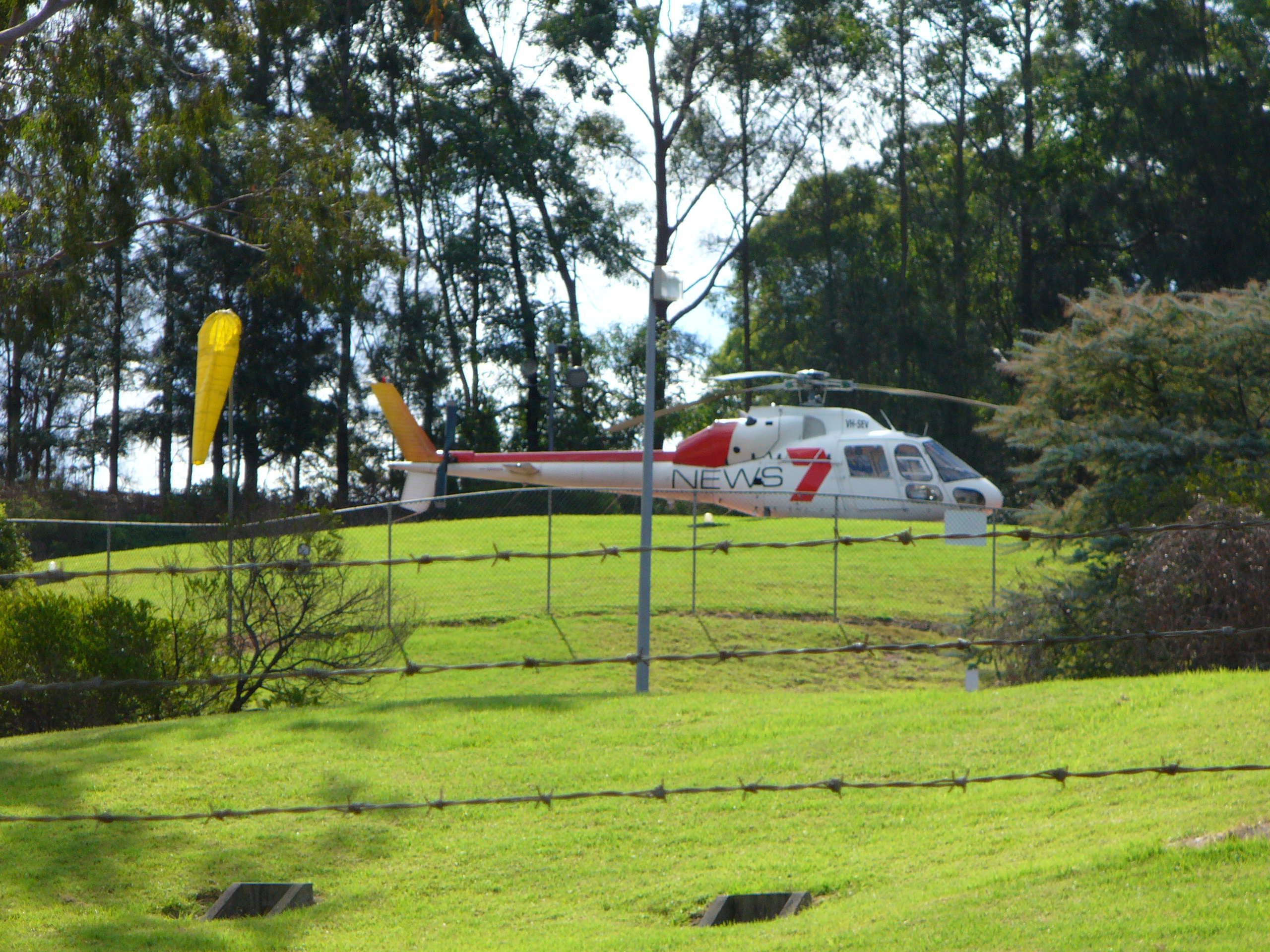
مروحية للتصوير الجوي

سباقات الزوارق السريعة تحتاج إلى متابعة جوية وبحرية، فلذلك يكثر استخدام المروحيات في متابعة الزوارق أثناء السباق، وترسل الكاميرا صورها عبر ترددات المايكروويف (بالإنجليزية: Microwave)‏ إلى عربة النقل الخارجي. كما أن بعض الزوارق تجهز بكاميرات صغيرة لمتابعة حركتها واهتزازاتها.
جميع الفعاليات الرياضية التي تغطى بعربات النقل الخارجي يتم التخطيط الدقيق لتغطيتها والإعداد لها مسبقا. وأحيانا يبدأ فريق العمل بعمل ترتيبات النقل قبل عام أو أكثر خصوصا في الأحداث العالمية. وهناك عدة أنواع من الفعاليات الرياضية الأخرى تغطى بعربة النقل الخارجي:
- 1. سباقات الأليات المتحركة: كسباقات السيارات وسباقات الدراجات النارية والعروض الجوية وسباقات الزوارق...
- 2. ألعاب القوى: كالجري والجمباز والقفز والسباحة...
- 3. سباقات باستخدام الحيوانات: كسباقات الخيل وسباقات الهجن...
- 4. بطولات القاعات المغلقة: كالتزلج على الجليد والبولينغ وغيرها...
- 5. بطولات تعتمد على الفرق: ككرة القدم وكرة السلة وكرة اليد...
- 6. بطولات فردية أو زوجية: ككرة المضرب وتنس الطاولة والملاكمة...

### تصوير ونقل الحفلات الغنائية والمهرجانات

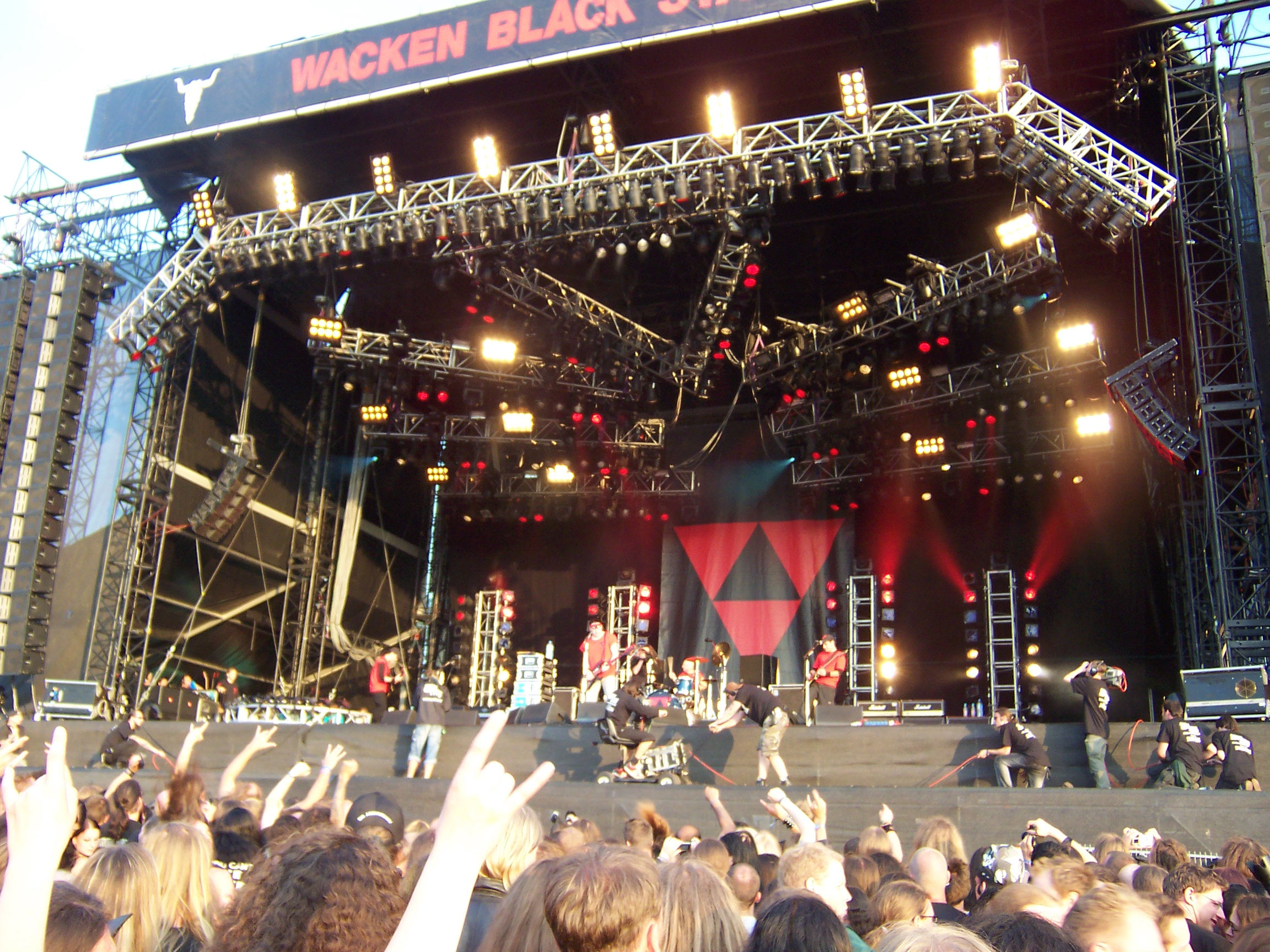
حفل غنائي منقول حيا على الهواء - لاحظ فرق التصوير على المسرح وكوابلهم

نقل الحفلات الغنائية عمل دقيق ويحتاج إلى ترتيب مسبق، ويجب أن يؤخذ بعين الاعتبار أن الحضور في الموقع عليهم سماع الأداء الموسيقي والغنائي، ولذلك وجب استخدام تقنية صوتية (معدات صوت الجمهور) (بالإنجليزية: Public Address System)‏ مناسبة دون أن تؤثر على جودة الصوت في النقل التلفزيوني. كما أن دمج الإضاءة ومؤثرات المسرح يجب أن تتناسب مع كاميرات عربة النقل. ولهذا فإن التخطيط المسبق والإعداد السليم يؤمنان نقلاً ناجحاً. ومن أهم الحفلات الغنائية المنقولة بواسطة عربات النقل الخارجي في الوطن العربي:
- 1. مهرجان جرش
- 2. مهرجان الجنادرية
- 3. مهرجان دبي للتسوق
- 4. مهرجان مسقط
- 5. مهرجان دبي السينمائي الدولي

### تصوير ونقل مؤتمرات وندوات

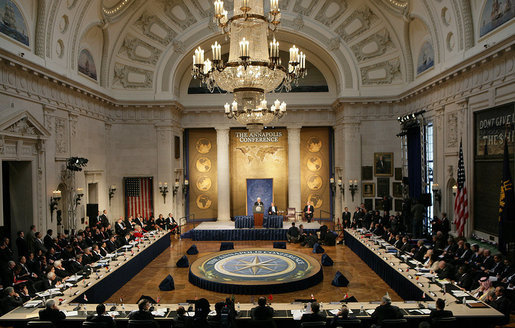
مؤتمر أنابوليس أثناء كلمة عباس - لاحظ كاميرات التلفزيون على يمين الصورة - وستكون الثانية بالقرب من مصور هذه الصورة

للمؤتمرات أهمية خاصة للمشاهدين ولذلك تقوم المحطات والقنوات التلفزيونية بنقلها تبعا لأهميتها سواء كانت مؤتمرات صحفية، أو ندوات، أم افتتاح جلسات لمؤتمرات سياسية أو غيرها. وليست هناك صعوبات تقنية إلا إذا عقدت هذه المؤتمرات في إحدى الطوابق العليا لأحد أبراج هذه الأيام. عندئذ تستخدم وحدة متنقلة للنقل الخارجي غير مرتبطة بسيارة أو عربة. أما المؤتمرات السياسية فيجب الاستعداد لها مسبقا لأسباب أمنية ولابد التنسيق وأخذ الأذونات الخاصة لدخول قاعة المؤتمرات وما يتبعها لجميع أفراد الفريق وأجهزتهم من الجهات الأمنية.
أهم المؤتمرات العربية التي تم نقلها بواسطة عربات النقل الخارجي عبر البث الفضائي:
- 1. مؤتمرات القمة العربية.
- 2. مؤتمر قادة مجلس التعاون لدول الخليج العربية.[9]
- 2. المؤتمرات الصحفية لرؤساء الدول.
- 3. مؤتمر أنابوليس.[10]
- 4. محاكمة الرئيس العراقي السابق صدام حسين [11]

## لحظات تاريخية نقلتها أحداثها عربات النقل الخارجي
- زيارة البابا بولس السادس إلى الأردن وكنيسة القيامة في القدس وكنيسة المهد في بيت لحم عام 1964 حيث قام التلفزيون اللبناني بنقل الحدث إلى العالم كما شاركت العديد من شبكات التلفزيون العالمية.[12][13]
- زيارة الرئيس الراحل أنور السادات إلى القدس في 19 نوفمبر 1977.
- اغتيال الرئيس الراحل أنور السادات 6 أكتوبر 1981.
- زواج الأمير تشارلز من الراحلة الأميرة ديانا سبنسر دوقة ويلز السابقة 29 يوليو 1981.[14]
- انهيار سور برلين القاسم بين الشرقية والغربية 11 و12 نوفمبر 1989.
- جنازة الراحل الملك حسين بن طلال 5 فبراير 1999.
- ارتطام الطائرة الثانية بالمبنى الثاني في المركز التجاري الدولي في نيويورك 11 سبتمبر 2001.
- انهيار برجي المركز التجاري الدولي في نيويورك 11 سبتمبر 2001.
- الحكم بالإعدام على الرئيس الراحل صدام حسين 5 نوفمبر2006.

## التجهيزات

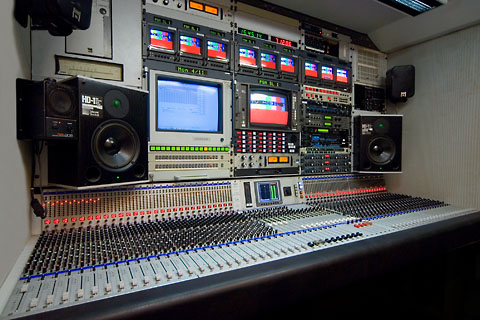
غرفة التحكم بالصوت في عربة نقل خارجي كبيرة

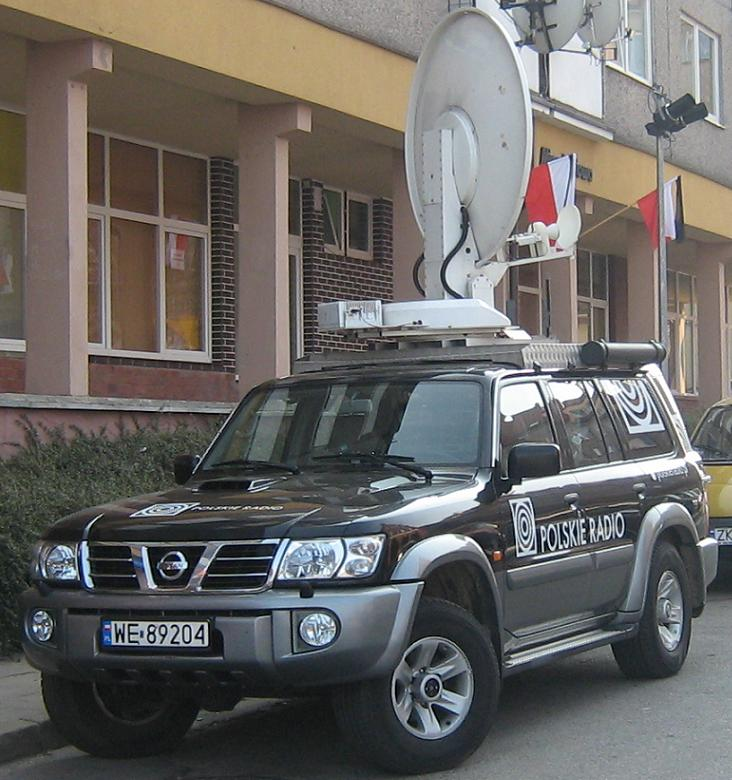
جهاز الإرسال إلى القناة - وتظهر الكوابل الكثيرة في الموقع

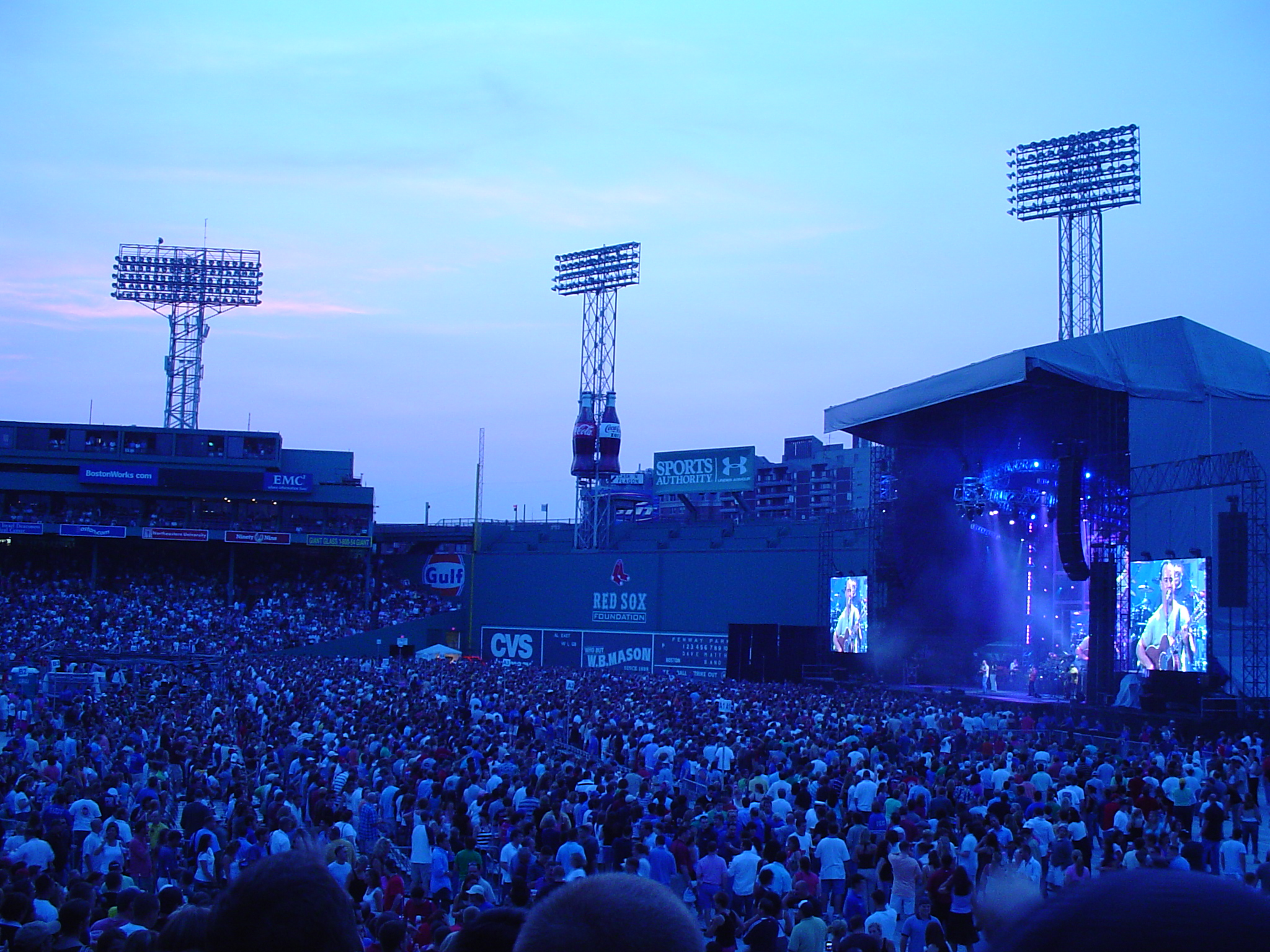
حفلة منقولة على الهواء - لاحظ شاشات عرض المسرح

عربة النقل الخارجي الكبيرة مقسمة لتكون وحدة تحكم (أستديو) كاملة كغرفة التحكم مع غرفها الداعمة كغرفة الصوت وغرفة الفيديو وغرفة التحكم الهندسي. وجميع هذه الغرف مجهزة بمازج الصورة ومؤثراتها ومازج الصوت ووحدة تحكم الكاميرات وشاشة القراءة وصانع الخطوط الرقمي. كما أنها مجهزة بوحدة اتصالات كاملة خارجية وداخلية.
أما عربات النقل المتوسطة الحجم فقد تنقسم إلى قسمين أو ثلاثة كحد أقصى. وإذا كانت أصغر تواجدت هذه الوحدات في زوايا العربة. وقد يستغنى عن بعض الوحدات غير الأساسية.

### تجهيزات خاصة
للنقل الخارجي تجهيزات خاصة وأهمها:
- 1. وسائل الاتصال: وجود وسيلة فعالة للاتصال بين أفراد فريق العمل غاية في الأهمية. وعند بدء العمل يأتمر الجميع بتعليمات المخرج ومساعديه. ولا يمكن أن يكون هذا إلا بوسائل الاتصال الفعالة. ويعزى السبب في ذلك إلى أن المسافات في الغالب تكون شاسعة بين أفراد الفريق، ولكنهم يعملون في نقل واحد. كل فرد منهم له تخصصه ولكنهم يعملون معا لإظهار نتيجة، وأي خلل مع أي من عناصر الفريق يؤثر على أداء الجميع. فقد تشمل معدات الفريق أكثر من 20 كاميرا، وعند كل كاميرا مصور ومساعد وقد يتكون الفريق من 100 عنصر أو أكثر حسب حجم النقل.
- 2. مايكروفونات خاصة: قد يحتاج فريق الصوت إلى أنواع خاصة من الماكريفونات الموجهة وفلاتر تمتص صوت الريح إن وجد.
- 3. منصات ورافعات: في أكثر الحالات يتوجب بناء منصات خاصة لبعض الكاميرات لإبقائها مرفوعة. ومن الممكن إيجاد رافعات هيدروليكية لبعض مواقع الكاميرات التي تحتاج التصوير صعودا وهبوطا.
- 4. الربط مع القناة: وسيلة لوصل النقل بقناة البث التلفزيوني. مع تأمين اتصال متواصل بين عربة النقل والأجهزة الرئيسية في المحطة.
- 5. كوابل: آلاف الأمتار من الكوابل المختلفة للكاميرات والمايكروفونات وشاشات المراقبة.
- 6. شاشات المسرح: في الفعاليات الكبيرة والتي يحضرها عدد كبير من الناس، يجهز المسرح بشاشات عرض كبيرة تظهر الصورة المعروضة في عربة النقل الخارجي.
- 7. معدات صوت الجمهور: (بالإنجليزية: Public Address System)‏ كاملة للتحكم بالصوت على المسرح مع مكبرات صوت عالية الجودة لتوصيل الصوت لجمهور المسرح أو الموجود في موقع الفعالية.

### خدمات يجب التأكد منها
عند إقرار مبدأ البث على فريق الإنتاج عند زيارته الموقع أن يتأكد أيضا من الأمور التالية:
- 1. مواقف سيارات: لابد من تأمين أماكن لركن سيارات الفريق، وأماكن لاستراحتهم ولذلك يجب أن يعاين المختصون الموقع ورسم مخطط شبه تفصيلي له.
- 2. غرف الملابس والماكياج: توفير أماكن لتغيير ملابس والماكياج واستراحة الفنانين إذا كان منهم من يشارك بالفعالية.
- 3. قاعة استراحة: لابد من توفير مكان لاستراحة الفنيين مجهزة بالحمامات والمغاسل المناسبة.
- 4. التغذية: تأمين التغذية للفريق العامل والضيوف الفنانين.
- 5. التراخيص: الحرص على تأمين كافة التراخيص الرسمية والفنية وتأمين المعدات وتأمينات الحياة حسب الحاجة وحسب قوانين البلد المقامة فيه الفعالية.

وعلى فريق الإنتاج تأمين الخدمات أعلاه قبل مدة زمنية كافية من حدوث الفعالية وقبل التحرك إلى الموقع.

## تفاصيل تغطية كرة قدم

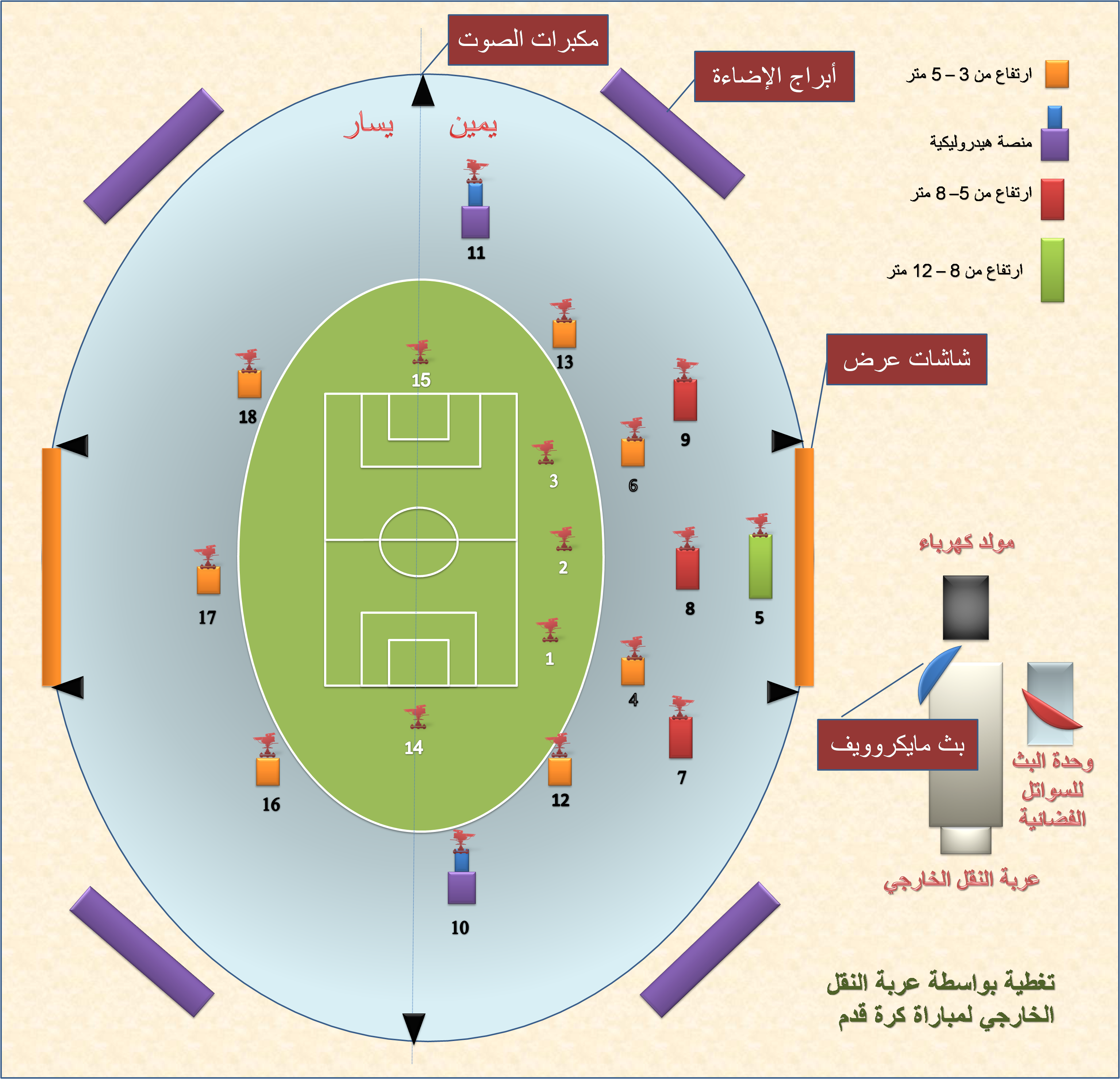
خارطة توزيع الكاميرات ومسقط علوي لملعب كرة قدم

مباريات كرة القدم تحظى بنصيب كبير من التغطية التلفزيونية بواسطة عربات النقل الخارجي. ولا تخلو دولة من مباريات كرة قدم تنقل على الهواء مباشرة إلا فيما ندر. وهذا مثال لتغطية مباراة كرة القدم حيث يجب توفر التالي لنجاح تغطيتها:
- 1. عربة نقل: عربة نقل كبيرة بكامل تجهيزاتها وبث واستقبال بواسطة شبكة المايكروويف
- 2. مولد كهرباء: قد لا تكون الطاقة الكهربائية في الملعب كافية لعربة النقل وقد تنقطع الكهرباء ولذلك يتوجب وجود مولد للكهرباء لتزويد العربية بالطاقة الكهربائية اللازمة.
- 3. البث الفضائي: وحدة بث للسواتل الفضائية (بالإنجليزية: SNG)‏.
- 4. الكاميرات: ولغرض هذا المثال 18 كاميرا تلفزيون توزع على الشكل التالي:
  -   1، 2، 3 على أرض الملعب وهي على الأغلب كاميرات محمولة. مسؤوليتها تغطية اللعب، والإصابات، ورميات التماس ولقطات لمدربي الفريقين واللاعبين الجالسين خارج اللعب.
  -    4، 6، 7، 8، 9 تغطية اللعب من منظور أعلى بكامل تفاصيله. وردود فعل الجمهور أحيانا.
  -   5 تغطي كامل الملعب وهي الأعلى بين جميع الكاميرات، وهو تضمن اللقطات التأسيسية الشاملة.
  -  10،11 محمولين على منصات هيدروليكية ترتفعان وتنخفضان حسب الحاجة لتغطية الملعب طوليا والهجمات القادمة. وتغطيان ضربات الجزاء والأهداف من زاويتهما للعرض في الإعادة من منظور مختلف.
  -  14،15 موقعهما على أرض الملعب وهما شبة ثابتتين لتغطية الأهداف. وموصولتين مع أجهزة تسجيل خاصة لإعادة الأهداف (بالإنجليزية: Play Back)‏ من منظور آخر غير الكاميرا التي التقطتها.
  -  12،13 موقعهما مشرف كل على زاوية أحد الفريقين ويساهما بتصوير تسجيل الأهداف وإظهارهما في الإعادات والضربات الركنية وضربات المرمى والحركة أمام الهدف. ويساهمان أيضا بتغطية ردود فعل الجمهور.
  -  18،17،16 ليس لها أي نشاط في اللعب سوى تغطية رد فعل الجمهور. لأن هذه الكاميرات في الجانب الأيسر من الملعب.

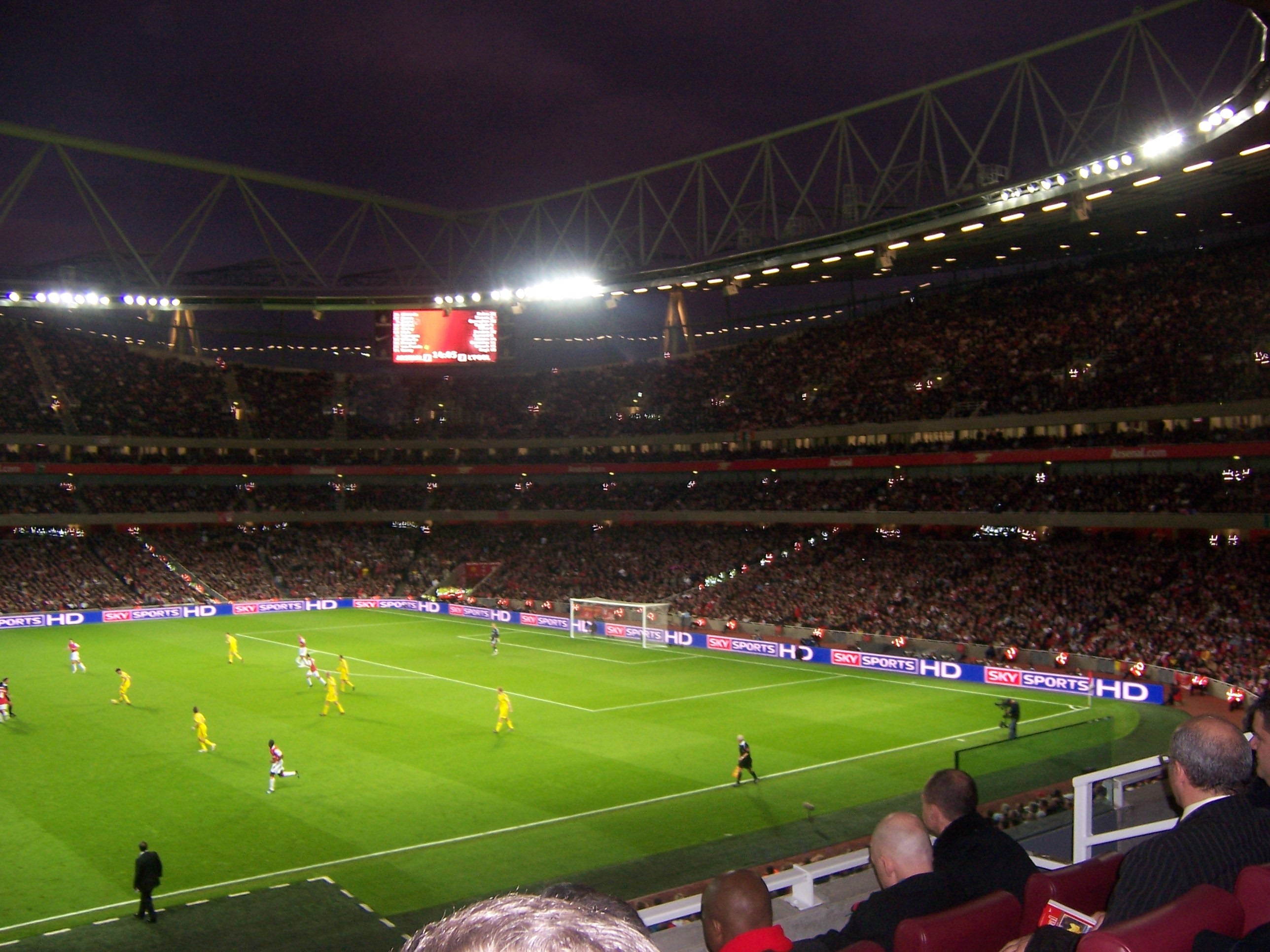
مباراة منقولة مباشرة من استاد الإمارات وهو مجهز بصورة كاملة بالإضاءة وشاشات العرض الكبيرة ولاجظ المصور التلفزيوني على أرض الملعب وعلى مسافة إلى يساره على الأرض ميكروفون لالتقاط صوت اللعب

- - ملاحظة هامة: يفترض القائمون على النقل خطاً وهميا يقسم الملعب من الوسط إلى قسمين اليمين واليسار. وفي مثلنا هنا فإن جميع الكاميرات المسؤولة عن نقل المباراة موجودة في الجانب الأيمن من الملعب. وذلك لمحافظة اتجاه اللعب حيث يلعب الفريق أ من يمين الشاشة إلى يسارها والفريق ب من يسار الشاشة إلى يمينها. وإذا صورت الملعب فجأة من الجهة الأخرى تقلب صورة الملعب بالنسبة للمشاهد فيصبح اليمين يسارا واليسار يمينا ويسمى هذا الخطأ قطع الخط الوهمي (بالإنجليزية: Crossing the line)‏، فلا يعود يعرف بأي اتجاه يلعب كل فريق.[17]
- 5. الصوت: الصوت في مباريات كرة القدم في غاية الأهمية لأنه ينقل الإحساس بحماس الجمهور وتعليق المعلق، وصوت اللعب. ولذلك تخصص مايكروفونات لالتقاط الصوت العام من الملعب. كما أن بكل كاميرا مايكروفون حتى تلتقط الأصوات من الجهة التي تصورها. وكذلك هناك مايكروفونات على أرض الملعب لالتقاط صوت اللعب ومايكروفونات لإجراء المقابلات التلفزيونية. كما أن هناك مايكروفونات عند معلقي المباريات وضيوفهم. ويعتمد في النقل غرف استديو صتوت لجميع المعلقين مزودين بسماعات لتلقي تعليمات المخرج وشاشات مراقبة حتى يعلقوا على المباراة بصورة تنسجم مع ما يشاهده المشاهد. جميع هذه المايكروفونات متصلة بغرفة التحكم بالصوت كل على حدة، فيقوم مهندس الصوت بمزجها بصورة مناسبة. وإذا نقلت المباراة عالميا، قد تطلب بعض القنوات الصورة والصوت العام نظيفا (بالإنجليزية: Clean Feed)‏، أي بدون التعليق حيث يضيفون هم تعليقهم محليا وعلى سبيل المثال تصر إن إتش كي (بالإنجليزية: NHK)‏ على ذلك عندما يتعلق الأمر بالفريق الياباني.[18]
- 6. الربط مع القنوات: محليا ترتبط عربة النفل مع القناة المحلية بشبكة المايكروويف[19] حيث ترسل لها الصورة والصوت معا أو منفردين بحيث يمزجان في القناة نفسها، وفي مثلنا هذا تقوم عربة النقل بالبث الفضائي عبر إشارة صاعدة إلى أحد السواتل الفضائية [20] في منطقتها حيث ترسل الصورة والصوت العام في قناة واحدة ثم تبث التعليقات المختلفة كل تعليق على حدة تبعا للقنوات المستقبلة لهذه المباراة.
- 7: تجهيزات الملعب: في الملاعب المتطورة فإنها تسمح باللعب مساء كونها مزودة بأبراج إضاءة قوية تساعد اللاعبين على اللعب، وجمهور المباراة على رؤيتها بوضوح، وتساهم أيضا بوضوح الصورة للنقل التلفزيوني. وكذلك شاشات العرض الضخمة التي تظهر صورة عربة النقل لجمهور الملعب، ومكبرات الصوت تنقل لهم التعليق الداخلي للمباراة. جميع هذه العناصر تسهم في خلق الإثارة المناسبة في مباراة كرة القدم. والنقل الناجح يتمكن من نقلها إلى منازل المشاهدين ليبث فيهم الحماس نفسه.

## صنع عربات النقل الخارجي

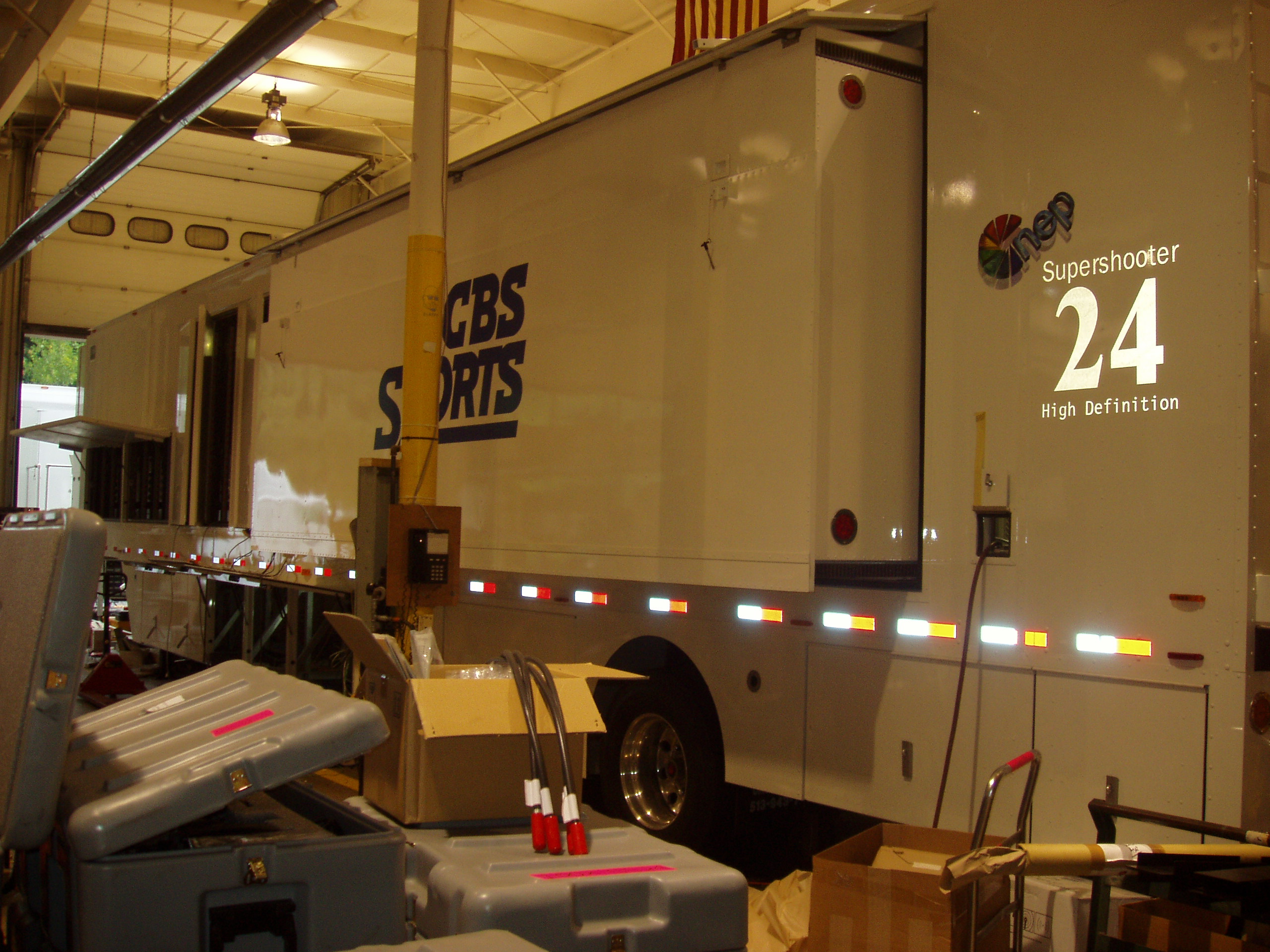
عربة نقل خارجي تحت الانشاء لشركة CBS الأمريكية في بيتسبرغ

ليس هناك تصميم محدد لعربات النقل الخارجي وليس هناك أية عربة مفضلة دون الأخرى. وكل هذا يعتمد على حجم وهدف استخدام العربة. نظريا جميع الشركات التي تبني استديو تلفزيون بإمكانها بناء عربة نقل، كما أن بعض مؤسسات التلفزة كالبي بي سي تقوم ببناء عرباتها بنفسها. ومن أشهر الشركات اليابانية لعربات النقل المتوسطة والصغيرة شركة سوني  ولأغراض هذا المقال فيما يلي مراحل بناء عربة نقل كبيرة.

### العربات الكبيرة
وهي بحجم الشاحنات الكبيرة التي تعرف بالمقطورة (بالإنجليزية: Trailer)‏ التي تسحبها قاطرة، ويمكن أن تكون شاحنة كبير من فئة شبه المقطورة (بالإنجليزية: Semi-Trailer)‏ ومن هذه الفئات يمكن استخدام شاحنات من فئة مرسيدس أو ساب أو غيرها من السيارات المتينة المعروفة وفي الحقيقة لا يهم النوع بقدر ما تهم إمكانات الشاحنة المطلوبة ويؤخذ بعين الاعتبار أن تكون من فئة ذوات الدفع بالعجلات الأربع للمناطق الوعرة. ثم يبدأ تحويلها من شاحنة إلى عربة نقل تلفزيوني.

### مراحل بناء عربة النقل
هناك 5 مراحل لبناء عربة النقل الخارجي يجب اتباعها للحصول على أفضل النتائج 
- 1. البداية: تحديد حاجات وأهداف استخدام العربة بصورة دقيقة حتى تبدأ مرحلة التصميم الشامل.
- 2. التصميم: تعد رسومات أولية للتصميم العام يساعد على فهم الفكرة النهائية عموما لعربة النقل ويساعد في تقدير الكلفة الإجمالية واتخاذ بعض القرارات المهمة، منها قرار الاستمرار ببناء العربة أم لا.
- 3. التصميم الهندسي حين تبدأ عملية التصميم الهندسي يؤخذ أيضا بعين الاعتبار أوزان كل محتويات العربة للتناسب مع القاطرة، وقد يضاف إليها بعض الأجهزة الداعمة لتمكنها من سحب المقطورة التي تشكل عربة النقل.

- تحديد الأجهزة المطلوبة الكاملة للعربة وتحديد الطاقة الكهربائية الضرورية لتشغيلها وتأمين الإضاء الكافية للعمل داخلها، وتشغيل مكيفها.
- تصميم توزيع غرف العربية ونوعية مادة تقسيمها. وعادة ما يتم اختيار مواد عازلة للحرارة والصوت ومقاومة للحريق وتحديد كمية العزل الحراري والصوتي في العربة لبناء جدرانها الداخلية مع الأخذ بعين الاعتبار إبقاء قنوات خاصة داخل هذه الجدران لمد الكوابل المتنوعة التي قد تكون للكهرباء أو وصلات للأجهزة أو كوابل الاتصال الداخلي والخارجي وكوابل المتصلة بالمايكروويف وجهازي الحقن والالتقاط الفضائي وقنوات تكييف الهواء وتوزيعه بصورة متوازنة داخل مختلف أقسام العربة.
- تصميم جميع الأرفف اللازمة لحمل الأجهزة المختلفة وشاشات المراقبة بمختلف تخصصاتها وطاولات العمل.
- تحديد جميع الوصلات بين مختلف الأجهزة وأجهزة التحكم فيها.
- تحديد مساحات كافية لعمل طاقم العربة.
- في بعض العربات عند توقفها وحماية لعجلات العربة ترفع على منصة حديدية لها حوامل صلبة تعمل بالطاقة الهيدروليكية فترتتفع العربة عن الأرض مسافة كافية بحيث يرفع الحمل عن عجلاتها.
- في بعض العربات ولتوفير مساحات عمل مريحة، تضاف إلى جوانبها امتدادات للغرف تكون مضمومة للعربة عندما لا تعمل وتتوسع آليا لمنح فسحة أكبر لعمل طاقم العربة. فيتضاعف عرض العربية من 4 أمتار إلى 8 أمتار إذا كانت من الجانبين أو إلى 6 أمتار إذا كانت من جانب واحد.
- يؤخذ بعين الاعتبار الممرات الكافية داخل العربية بين أقسامها وأبواب المخارج وسلالمها وبعض النوافذ الضرورية التي قد تستخدم أحيانا خصوصا عند أعمال الصيانة للتهوية.
- تصميم أجهزة الإرسال والاستقبال بكامل احتياجاتها من هوائيات وأعمدة تلسكوبية وغيرها سواء للاتصال أو البث أو الاستقبال.
- تحسب كميات الكوابل الضرورية كل حسب نوعيته واستخدامه وأماكن توصيله.
- ترسم جميع التفاصيل في مخططات كاملة تساعد في التنفيذ وتساعد في حساب الكلفة بشكل دقيق.
- في التصميم يؤخذ بعين الاعتبار بأن جميع الأجهزة ستعمل بانسجام وتزامن تام وهي متوافقة في التعامل مع بعضها البعض.
- تحسب هنا كمية وقوة التكييف الضروري للعربة وأهمية التكييف هو للأجهزة بصورة أساسية ويستخدم صيفا وشتاء لإبقاء درجة حرارة ثابتة داخل العربة بحيث لا تزيد عن 22° مئوية بزيادة أو نقصان درجتين.
- تحديد عدد الكاميرات المطلوبة فيقال (12 + 6) أي 12 كاميرا موصولة مع عربة النقل وإمكانية التحكم بها، مع إضافة 6 كاميرات عند الحاجة لها.
- تحديد حجم المولد الكهربائي المطلوب.

- 4. الأجهزة: يتم في هذه المرحلة تحديد نوعية الأجهزة المطلوبة ومن أي المصانع يحصل عليها لشاشات المراقبة ولأجهزة الصوت وأجهزة الصورة بكاملها وحتى أدق التفاصيل.
- 5. تنفيذ بناء العربة: هذه المرحلة بلا شك دقيقة، ولابد من اتباع تفاصيل التصاميم بدقة كبيرة، لأن الأعطال المبنية على سوء التركيب مهما كان صغيرا قد تسبب مخاسر وأعطال كبيرة. وهذه المرحلة قد تستغرق مدة تتراوح بين ستة إلى 9 شهور خصوصا أن الغالبية العظمى من الأجهزة التي تركب في العربة لابد من توصية صناعتها في شركاتها وتستغرق مدة التسليم قرابة 6 شهور، وهي ليست أجهزة معروضة على الأرفف كأجهزة الاستخدام المنزلي وأجهزة الهواة.

وعند الانتهاء من التركيب تبدأ مرحلة فحص العربة تحت مختلف الظروف البيئية لمعرفة مدى تحملها وتصليح أي اعطال قد تطرأ في هذه التجارب. بعدها تكون جاهزة للتسليم وتزود بأجهزة إطفاء الحرائق وصناديق الإسعافات الأولية وبأثاث مناسب.
- 6. التسليم: لا تنتهي العلاقة عادة بين الشركة المصنعة ومالك العربة، فهناك مرحلة تدريبية للطاقم الفني الذي سيستخدم العربة كما أنها تبقى مدة يتفق عليها تحت الضمان والدعم التقني.

### داخل عربة النقل
تنقسم عربة النقل الخارجي من الداخل إلى 5 أقسام:
- 1. غرفة التحكم الإنتاجي: وهي الغرفة الأساسية والأكبر حيث يعمل المخرج وأمامه كافة وسائل الاتصال الداخلي والخارجي، وفني مازج الصورة وأمامه جهاز المزج، ومساعدو المخرج والمنتجون والفني مشغل مولد الخطوط الرقمي ويجلسون جميعا أمام مجموعة من شاشات المراقبة، وهي تماثل غرفة تحكم استوديو بكامل تجهيزاتها بما فيها أجهزة إعادة اللقطات المثيرة كالأهداف وغيرها.
- 2. غرفة تحكم الصوت: ويجلس فيها مهندس الصوت أمام مازج الصوت لتحكم بكافة أعمال الصوت ويرافقه أحد مساعديه. وأمامه شاشات مراقبة للصورة حتى يتمكن من ضبط الصوت تبعا لما يراه على الشاشة.
- 3. غرفة الفيديو: وفيها كافة تجهيزات الفيديو وسيرفرات التسجيل الرقمي. وإعادة بث المادة المسجلة.
- 4. غرفة التحكم بالكاميرات: حيث يجلس مدير التصوير للتحكم عن بعد بفتحات الكاميرات والتأكد من أن جميع الكاميرات تتزامن مع بعضها البعض وتظهر نفس درجة الألوان. وأمامه جميع معدات التحكم بالصورة.
- 5. غرفة التحكم الهندسي: حيث يجلس مهندس العربة وأحد مساعديه للتحكم في الأداء الفني الشامل للعربة.

### التكلفة
تتراوح تكلفة عربة النقل الخارجي من 350,000$ للعربة المتوسطة الحجم ب 3 كاميرات وتجهيزات أساسية إلى 20,000,000$ للعربة الكبيرة. والتكلفة الأخيرة هي لعربات نقل من فئة الفائقة الجودة (بالإنجليزية: High Definition)‏ كاملة التجهيز وبعدد يتراوح ما بين 12 إلى 20 كاميرا.

## مواقع خارجية
- عربات نقل خارجي في أوروبا.
- فيديو لأعمال أنتجتها البي بي سي بعربات النقل الخارجي.
- ACE